# James Yorke
James Alan Yorke (Plainfield, 3 agosto 1941) è un matematico e fisico statunitense noto per i suoi lavori sulla teoria del caos.
In particolare, nel suo articolo "Periodo 3 implica caos", è stato il primo ad aver usato con il significato attuale il termine caos in matematica.

## Biografia
Nato a Plainfield, New Jersey, Stati Uniti, Yorke ha studiato presso la Columbia University, e svolto il suo dottorato presso l'Università del Maryland, College Park. Yorke è attualmente Distinguished University Research Professor di Matematica e Fisica presso l'Institute for Physical Science and Technology dell'Università del Maryland. Nel giugno 2013, è andato in pensione da presidente del dipartimento di matematica dell'Università del Maryland.
Per i suoi lavori sui sistemi caotici, nel 2003 Yorke è stato premiato, assieme a Benoît Mandelbrot, con il premio Giappone. Nel 2003 è stato eletto fellow dell'American Physical Society, e nel 2012 è diventato membro dell'American Mathematical Society
Ha inoltre ricevuto il titolo di Doctor Honoris Causa dall'Universidad Rey Juan Carlos di Madrid, nel gennaio 2014, e dall'Università di Le Havre nel giugno 2014. È stato poi premiato nel 2016 con il Thompson Reuters Citations Laureate in Physics.

## Ricerche

### Periodo tre implica caos
Yorke e il suo coautore T.Y. Li coniarono il significato matematico del termine caos in un articolo pubblicato nel 1975 intitolato Periodo tre implica caos, in cui è stato dimostrato che, qualsiasi mappa continua unidimensionale
F : R → R
avente un'orbita di periodo 3 deve avere due proprietà:
(1) Per ogni intero positivo p, esiste un punto in R che viene mappato al punto di partenza dopo p applicazioni della mappa e non prima.
Questo significa che ci sono infiniti punti periodici (ognuno dei quali può essere o meno stabile): diversi insiemi di punti per ogni periodo p. Questo si è rivelato essere un caso particolare del teorema di Sharkovsky.
La seconda proprietà necessita di alcune definizioni. Una coppia di punti x e y è chiamata "scrambled" se, quando la mappa viene applicata ripetutamente alla coppia, tali punti prima si avvicinano e poi si allontanano e poi si avvicinano e si allontanano, etc., così che si avvicinino arbitrariamente senza però rimanerlo. L'analogia è con un uovo che viene continuamente rimescolato, o con tipiche coppie di atomi che si comportano in questo modo. Un insieme S si dice scrambled se ogni coppia di punti distinti in S è scrambled. Lo scrambling è un caso di mescolamento, e quindi di comportamento caotico.
(2) Esiste un insieme infinito non numerabile S che è scrambled.
Una mappa che soddisfa la proprietà 2 è talvolta chiamata "caotica nel senso di Li e Yorke". La proprietà 2 è spesso espressa in modo succinto con il titolo del loro articolo "Periodo tre implica caos". L'insieme non numerabile di punti caotici può, tuttavia, essere di misura nulla (si veda il caso della mappa logistica), nel qual caso si dice che la mappa ha nonperiodicità non osservabile, o caos non osservabile.

### Metodo di controllo OGY
Assieme a Edward Ott e Celso Grebogi, Yorke ha mostrato con un esempio numerico il fatto che sia possibile convertire un moto caotico in uno periodico mediante un'adeguata perturbazione dipendente dal tempo. Questo articolo è considerato uno dei lavori classici nella teoria del controllo del caos, e tale metodo è noto come metodo OGY.

### Congettura di Kaplan-Yorke
Yorke è noto inoltre per un suo lavoro del 1979 in collaborazione con James Kaplan, riguardante la dimensione frattale di un attrattore strano. La loro ipotesi è che, ordinando gli esponenti di Ljapunov di un sistema caotico in modo decrescente:
{\displaystyle \lambda _{1}\geq \lambda _{2}\geq \dots \geq \lambda _{n}},
e sia {\displaystyle j} l'indice per il quale valgono:
{\displaystyle \sum _{i=1}^{j}\lambda _{i}\geqslant 0},  {\displaystyle \sum _{i=1}^{j+1}\lambda _{i}<0},
allora la dimensione {\displaystyle D} dell'attrattore è data da:
{\displaystyle D=j+{\frac {\sum _{i=1}^{j}\lambda _{i}}{|\lambda _{j+1}|}}.}